# Ultimo - L'occhio del falco
Ultimo - L'occhio del falco è una miniserie televisiva trasmessa su Canale 5 il 7 e 8 gennaio 2013 per la regia di Michele Soavi. È la quarta miniserie dedicata alle vicissitudini di Ultimo.

## Trama
Gennaio 2011. La storia si apre con il processo a carico del Colonnello Roberto Di Stefano, conosciuto nella storia dei carabinieri come "Ultimo", che è tenuto sotto inchiesta dalla procura di Palermo in quanto sospettato di favoreggiamento e collusione con la Mafia.
Nel gennaio 1993 "Ultimo" era in missione speciale con i suoi uomini del ROS (Raggruppamento Operativo Speciale) sulle tracce del boss dei boss Salvatore "Totò" Partanna, identificato come il possibile mandante delle più importanti stragi di Mafia avvenute in quegli anni che stavano insanguinando la Sicilia, uccidendo giudici simbolo come  Giovanni Falcone e Paolo Borsellino. L'operazione sembrò un incredibile successo in quanto Partanna venne preso in custodia dopo 25 anni di latitanza.
Oggi però, dopo diciotto anni, sul Colonnello "Ultimo" viene aperta un'azione disciplinare, in quanto accusato di non avere mantenuto il giusto temperamento durante l'operazione a causa della mancata perquisizione nel covo del boss dopo il suo arresto.
Anni dopo "Ultimo" si ritrova quindi di nuovo faccia a faccia con questa sorta di scheletro nell'armadio. "Ultimo" spiega che non fece perquisire il covo per attendere che vi si recassero uomini di Partanna indisturbati e ignari, e così incastrarli, ma il processo sembra concludersi con un nulla di fatto e il Colonnello viene trasferito lontano dal ROS, spedito nella sezione distaccata del NOE (Nucleo Operativo Ecologico). Lì verrà affiancato da una cerchia di uomini validi che lo aiuteranno a combattere per la prima volta la malavita locale e le ramificazioni della 'Ndrangheta nel campo dei rifiuti tossici e nucleari. Alla fine il boss calabrese Bruno Polimeni (Gaetano Amato) sarà arrestato anche grazie alla collaborazione del suo braccio destro Totò Murace (Ivan Castiglione), uno spietato killer calabrese pentitosi dopo la scoperta di avere un figlio di nome Diego, ora come un figlio per "Ultimo". Nell'ultima scena il Colonnello "Ultimo" viene ferito da un colpo di pistola sparatogli da un sicario donna di Partanna che, dal 41 Bis, ha deciso di vendicarsi, ma sopravvive all'attentato. Alla fine vediamo che è stata fondata una casa-famiglia dedicata a lui.

## Personaggi
- Colonnello Roberto Di Stefano, detto "Ultimo" (Raoul Bova)
- Brigadiere Francesco Patania, detto "Aspide" (Francesco Benigno)
- Maresciallo Fulvio Menfi, detto "Ronin" (Gianluca Gobbi)
- Carabiniere Guglielmo Fiore, detto "Gelo" (Edoardo Pesce)
- Vice brigadiere Lorenzo Ponti, detto "Apache" (Francesco Mistichelli)
- Carabiniere Lidia Radizzi, detta "Pocahontas" (Ivana Lotito)

## Curiosità
- La storia è ambientata nel 2011, ma la vicenda giudiziaria che vide coinvolto Roberto Di Stefano si concluse già nel 2006, con la sua assoluzione.
- Come Roberto Di Stefano è ispirato a Sergio De Caprio, così Salvatore Partanna altri non è che Totò Riina.
- All'inizio del film vi sono espliciti riferimenti al vero arresto del vero "Partanna", cioè Riina, con un omaggio a Giovanni Falcone. Non sono nominati ma sono sottintesi il giudice di finzione Giorgio Niboli "Il Nibbio", presente nel primo Ultimo e interpretato da Giancarlo Giannini (ispirato a Falcone detto "Il Falco"), e Paolo Borsellino, oltre a tutte le reali vittime delle stragi perpetuate da Totò Riina.
- All'inizio della prima puntata, "Aspide", accogliendo "Ultimo" a Palermo, gli dice che lui e altri agenti, avendo saputo che gli è stata ritirata la scorta, hanno deciso di scortarlo loro ogni volta che si muoverà nel territorio palermitano. Anche questo è preso dalla realtà[1].
- Torna Magdalena Grochowska, dodici anni dopo Ultimo - La sfida, dove interpretava la prostituta russa Tatiana Volkova. Non è dato sapere se sia lo stesso personaggio evolutosi negli anni o no.
- Al termine della serie, si vede la "Casa Famiglia Capitano Ultimo". Essa esiste realmente, ed è stata fondata dal vero Capitano Ultimo assieme all'attore Raoul Bova[2].
- Diverse scene sono state girate nel territorio di Guidonia Montecelio. Il laghetto adibito a discarica, è in realtà situato nella zona di Tor Mastorta, sita nel Parco naturale-archeologico dell'Inviolata. Nel secondo episodio, quando avviene la sparatoria tra i Carabinieri e dei camion scortati da finti poliziotti, la scena è stata girata in Via della Longarina, nel tratto compreso tra le frazioni di Villalba e Colle Fiorito, all'altezza del cavalcavia ferroviario della linea ferroviaria Roma-Pescara.

## Ascolti
| 1 | 7 gennaio 2013 | 6.495.000 | 22,67% |
| 2 | 8 gennaio 2013 | 7.048.000 | 24,56% |

## La saga
- 1998 - Ultimo
- 1999 - Ultimo - La sfida
- 2004 - Ultimo - L'infiltrato
- 2013 - Ultimo - L'occhio del falco
- 2018 - Ultimo - Caccia ai Narcos